# Festival Musicale di Turku
Il Festival Musicale di Turku (Finlandese: Turun musiikkijuhlat, Svedese: Åbo musikfestspel) è il più antico festival musicale ininterrotto in Finlandia. Il festival è stato fondato nel 1960 dalla Musical Society di Turku. Il festival cittadino offre grandi concerti orchestrali, concerti di musica da camera, recital, jazz, eventi all'aperto e concerti per tutta la famiglia. Il festival viene visitato ogni anno dai migliori artisti internazionali e finlandesi.
Il festival si svolge in diverse sale da concerto, chiese e altri luoghi di Turku come la Sala da concerto di Turku, la Sala dell'Accademia, la Cattedrale di Turku, la Sala Sigyn, il Castello di Turku e il Museo Sibelius.
Il programma prevede concerti orchestrali della stessa Orchestra Filarmonica di Turku, nonché numerosi gruppi e direttori in visita, noti solisti, musicisti da camera, virtuosi jazz e anche diverse esibizioni musicali in scena o semi-messe in scena.
Dal 2019 il direttore artistico del festival sarà il direttore d'orchestra e violoncellista Klaus Mäkelä. Precedenti direttori artistici sono stati il pianista/direttore Ville Matvejeff, il tenore Topi Lehtipuu, il pianista/direttore Olli Mustonen e il violoncellista Martti Rousi.

## Artisti che hanno partecipato al festival
- Violino: Lisa Batiashvili, Joshua Bell, Igor Oistrakh, Gidon Kremer, Anne-Sophie Mutter
- Violoncello: Steven Isserlis, Heinrich Schiff, Arto Noras, Natal'ja Gutman
- Canto: Sonja Jončeva, Elīna Garanča, Natalie Dessay, Jorma Hynninen, Soile Isokoski, Jonas Kaufmann, Karita Mattila, Matti Salminen, Elisabeth Schwarzkopf, Rolando Villazón
- Pianoforte: Ėmil' Grigor'evič Gilel's, Claudio Arrau, Grigorij Sokolov, Rodion Ščedrin, András Schiff, Olli Mustonen, Murray Perahia, Svjatoslav Richter, Efim Bronfman, Vladimir Ashkenazy, Lang Lang, Bella Davidovich, Jonathan Biss
- Direttori: Paavo Järvi, Daniel Harding, Valeri Gergiev, René Jacobs, Evgenij Mravinskij, Jurij Temirkanov, Sergiu Celibidache, Esa-Pekka Salonen, Yehudi Menuhin, Vladimir Ashkenazy, Mikhail Pletnev, Sakari Oramo, Chung Myung-whun
- Orchestre: Orchestra filarmonica di San Pietroburgo, Orchestra sinfonica del teatro Mariinskij, London Philharmonic Orchestra, l'Orchestra sinfonica della radio finlandese, The Orchestra Sinfonica della Radio Svedese, Orchestra Filarmonica di Seoul
- Quartetti d'archi: Lindsay String Quartet, Quartetto Borodin, Chilingirian Quartet, Meta4
- Musica antica: Emmanuelle Haïm, Jordi Savall, Gustav Leonhardt, Ton Koopman, Concert d'Astrée, Helsinki Baroque Orchestra, Il pomo d'oro
- Rock: Apocalyptica
- Altri ospiti: Donna Leon, John Malkovich